# نیم‌بال افرای جعبه‌ای غربی
نیم‌بال افرای جعبه‌ای غربی (نام علمی: Boisea rubrolineata) نام یک گونه از تیره ناجوربالان بی‌بوی گیاه‌زی است.